# Tove Bull
Tove Bull, född 31 oktober 1945 i Alta kommun, Finnmark fylke, är en norsk språkforskare. Hon var försteamanuens i nordisk språkvetenskap vid Universitetet i Tromsø 1984–1990, och är professor sedan 1990. Hon var prorektor vid Universitetet i Tromsø 1990–1995 och rektor 1996–2001.